# Food Not Bombs
Food Not Bombs (De la bouffe, pas des bombes) est le nom utilisé par différents collectifs autonomes informels de distribution de repas dans l'espace public.

## Description

### Objectifs et principes
Le mouvement Food Not Bombs tente d'insuffler un changement social visant à lutter contre des problèmes sociaux tels que la faim, le sans-abrisme et la pauvreté, tout en cherchant à mettre fin aux guerres et à la destruction de l'environnement. Parmi les principes communs au mouvement, on retrouve la coopération sans chef, l'action directe, l'éthique Do It Yourself, le volontariat bénévole, la décision au consensus, la gratuité et le véganisme.

### Fonctionnement
Le réseau Food Not Bombs a adopté une structure décentralisée et horizontale : tous les groupes locaux adhèrent à quelques principes de base et mènent le même type d'action, mais chaque collectif est libre de prendre ses propres décisions, en fonction des besoins de sa communauté.
Concrètement, les groupes s'organisent pour pouvoir récupérer des denrées alimentaires encore comestibles destinées à être jetées ou pour faire du glanage alimentaire. Les denrées récupérées sont ensuite généralement préparées en plats végétariens ou véganes (par cohérence et éthique) et sont offerts aux passants dans les lieux publics, aux personnes sans-abri ou lors d’événements militants. Ces distributions gratuites de nourriture sont régulièrement l'occasion d'ouvrir des espaces de discussion autour de différents sujets comme le gaspillage alimentaire, la guerre, le droit au logement, la solidarité avec les personnes migrantes, la pauvreté ou le soutien aux prisonniers politiques.

## Histoire

### Années 1980: création et premières actions
Le premier groupe est fondé en 1980 à Cambridge, dans la banlieue de Boston, par des militants anti-nucléaires. Outre la distribution de nourriture, les activités comprennent l'organisation de marches et de manifestations contre l'énergie nucléaire, contre l'implication des États-Unis dans la guerre civile salvadorienne ou en solidarité avec les personnes sans-abri.
Les premières arrestations pour partage de nourriture gratuite ont lieu le 15 août 1988 à l'entrée du Golden Gate Park à San Francisco. Neuf personnes sont arrêtées ce jour-là, puis vingt-quatre autres le 22 août, et encore cinquante-quatre autres le 4 septembre. Ces arrestations se font sur la base qu'un permis de distribuer de la nourriture est requis, alors que ce permis n'est obligatoire selon la loi californienne que si la distribution de nourriture est payante.

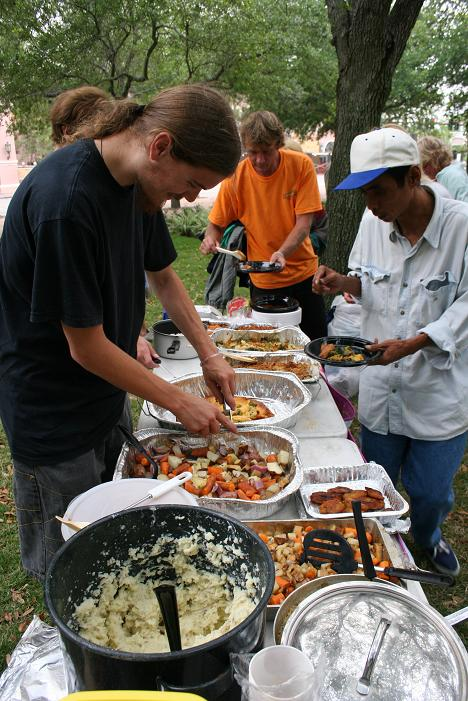
Un repas servi par Food Not Bombs

### Années 1990-2000: développement et activisme anti-guerre
Food Not Bombs se développe tout au long des années 1990 et organise quatre rassemblements internationaux à San Francisco en 1992 et en 1995, à Atlanta en 1996 et à Philadelphie en 2005. Le rassemblement international Food Not Bombs de 1995 a San Francisco se déroule en parallèle avec la célébration du 50e anniversaire de la fondation des Nations Unies.
Des groupes Food Not Bombs s'impliquent dans la montée du mouvement altermondialiste à la fin des années 1990, et notamment lors de la « bataille de Seattle » en 1999, qui a perturbé les réunions de l'OMC.
Food Not Bombs a soutenu les actions contre la guerre en Irak en fournissant des repas lors de manifestations partout dans le monde.
En 2006, la ville d'Orlando promulgue une ordonnance interdisant de servir de la nourriture à plus d'un certain nombre de personnes sans permis. À la suite de l'arrestation de plusieurs personnes participant au collectif Food Not Bombs local en 2007, une bataille juridique s'engage entre le groupe et la ville. Celle-ci dure près de 10 ans pour finalement déboucher sur la confirmation de l'ordonnance par une cour d'appel fédérale. L'interdiction est maintenue et un même groupe ne peut demander que deux dérogations maximum par an. Le collectif local déclare qu'il comptait dès lors enfreindre la loi.

Lors de l'été 2007, le collectif de Fort Lauderdale est la cible d'un harcèlement systématique de la part des forces de police locales. Face à une menace d'arrestation lancée par la police de la ville, des centaines de personnes sympathisantes accompagnent les distributions de repas suivantes, amenant les forces de police locales à réduire leur pression.

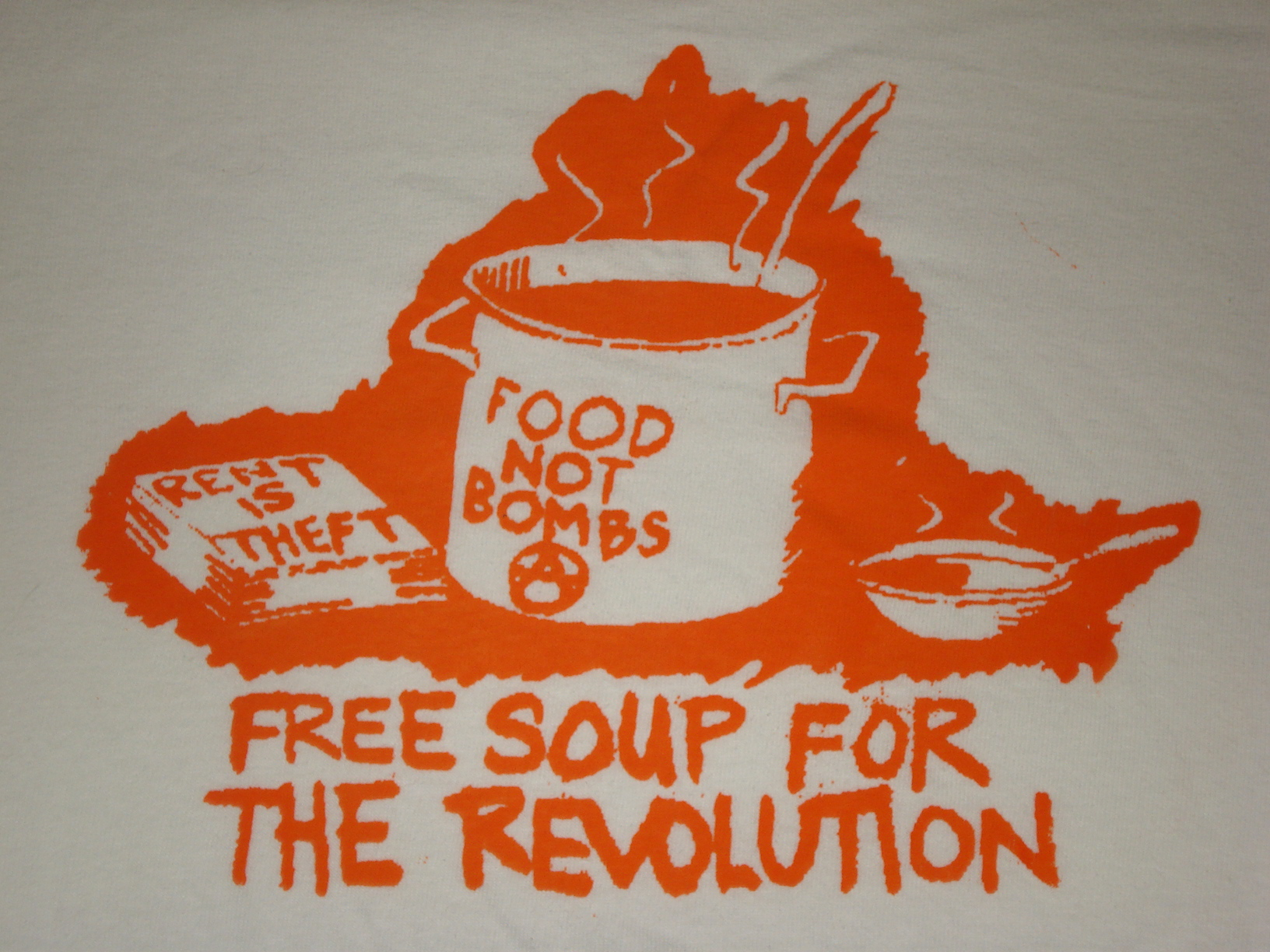
"Soupe gratuite pour la révolution"

### Années 2010-2020: croissance et mouvements sociaux
Les groupes Food Not Bombs sont fortement impliqués dans le soutien aux camps d'occupation à travers les États-Unis pendant le mouvement Occupy Wall Street. L'utilisation du consensus, le soutien aux communautés urbaines sans-abri et l'organisation logistique de repas de masse par le biais de dons sont autant de spécialités des collectifs Food Not Bombs faisant l'objet d'une très forte demande durant ce mouvement. Une antenne de l'association est également créée en Birmanie.
En juin 2011, à Orlando aux États-Unis, trois personnes de l'association sont arrêtées pour avoir distribué de la nourriture à un groupe de plus de 25 personnes sans autorisation municipale, une loi mise en place en 2006 à la suite des plaintes des résidents de la ville. Le cofondateur de l'association Keith McHenry annonce que Food Not Bombs continuerait à distribuer de la nourriture, avec ou sans autorisation.
En 2020, il existe plus de 500 groupes locaux de Food Not Bombs répertoriés sur le site Web de l'initiative. De nombreux groupes n'ayant pas demandé à être répertoriés, les estimations parlent de plus de 1000 groupes actifs dans plus de 60 pays d'Europe, du Moyen-Orient, d'Afrique, des Amériques, d'Asie, d'Australie et de Nouvelle-Zélande.
Durant la pandémie de Covid-19, de nombreux groupes Food Not Bombs augmentent leurs activités de distribution alimentaire pour tenter de faire face aux situations d'insécurité alimentaire et à l'absence de réponse des pouvoirs publics. 
En avril 2023, à Reno, un homme est condamné pour avoir intentionnellement écrasé trois personnes présentes à un stand de distribution Food Not Bombs avec sa voiture. Une personne est décédée, les deux autres gravement blessées.